# Wilgowron żaglosterny
Wilgowron żaglosterny (Quiscalus major) – gatunek ptaka z rodziny kacykowatych (Icteridae).

## Systematyka
Wyróżniono kilka podgatunków Q. major:
- Q. major torreyi – wschodnio-środkowe USA.
- Q. major westoni – Floryda.
- Q. major alabamensis – wybrzeża południowo-wschodnich USA od Missisipi do Florydy.
- Q. major major – wybrzeża południowo-wschodnich USA od Teksasu do Missisipi.

## Morfologia
Długość ciała 33–42 cm. Bardzo duży jak na kacyka. Ogon klinowaty, bardzo długi. Ciało czarne z niebieskim połyskiem; na grzbiecie oraz piersi połysk niebieskozielony. Barwa tęczówki zmienna: od żółtej na wybrzeżu Atlantyku, przez ciemnobrązową na Florydzie i północno-zachodnim wybrzeżu Zatoki Meksykańskiej, do brązowej z żółtym obrzeżeniem wzdłuż środkowych wybrzeży Zatoki Meksykańskiej. Samica znacznie mniejsza od samca, ciemnobrązowa, z płowym gardłem i piersią oraz ciemnymi oczami.

## Zasięg, środowisko
Osiadły na wybrzeżu, w pobliżu słonych mokradeł, w środkowo-wschodniej i południowo-wschodniej części Ameryki Północnej.

## Status
IUCN uznaje wilgowrona żaglosternego za gatunek najmniejszej troski (LC, Least Concern) nieprzerwanie od 1988 (stan w 2020). Organizacja Partners in Flight szacuje liczebność populacji lęgowej na około 2 miliony osobników.